# Revalsche Post-Zeitung
Revalsche Post-Zeitung (1699-től Revalische Post-Zeitung) a mai Észtország egyik legelső újságja. Alapítója Carl Philipp Grubb postamester volt, aki 1707-ig a szerkesztői posztot is betöltötte. A lap német nyelven jelent meg, szerkesztősége Tallinnban volt. Az újságot Christoph Brendeken (1649–1710) nyomtatta, aki Goslarban született, s 1676-tól rendelkezett saját nyomdával Tallinnban. Brendeken az újság szerkesztője is volt. Az újság 1689 és 1710 közt minden héten hétfőn és csütörtökön jelent meg. 1710-ben a nagy északi háború alatt az orosz csapatok meghódították Észtországot, ezzel a lap megszűnt. Csupán 1772-ben jelent meg újra lap Tallinnban, ez volt a Revalischen Wöchentlichen Nachrichten.

## Fordítás
- Ez a szócikk részben vagy egészben  a   Revalsche Post-Zeitung című német Wikipédia-szócikk ezen változatának fordításán alapul.  Az eredeti cikk szerkesztőit annak laptörténete sorolja fel. Ez a jelzés csupán a megfogalmazás eredetét és a szerzői jogokat jelzi, nem szolgál a cikkben szereplő információk forrásmegjelöléseként.